# Terceira República Portuguesa
A Terceira República Portuguesa (também referida como Democracia ou período democrático) e cujo nome oficial é apenas República Portuguesa é o período da história de Portugal que correspondente ao atual regime democrático estabelecido após a Revolução de 25 de Abril de 1974, que pôs fim ao regime autoritário do Estado Novo de António de Oliveira Salazar e Marcello Caetano.
A censura foi abolida, a liberdade de expressão e de reunião garantidas, os prisioneiros políticos libertados, as maiores instituições do Estado Novo foram extintas, e foi concedida a independência às colónias africanas.
Este período foi caracterizado inicialmente por uma grande instabilidade. Em 1976 foi aprovada uma nova constituição. Subsequentemente iniciou-se um processo de abertura do país que levou à adesão de Portugal à CEE (atual União Europeia) em 1986.

## Fundo histórico

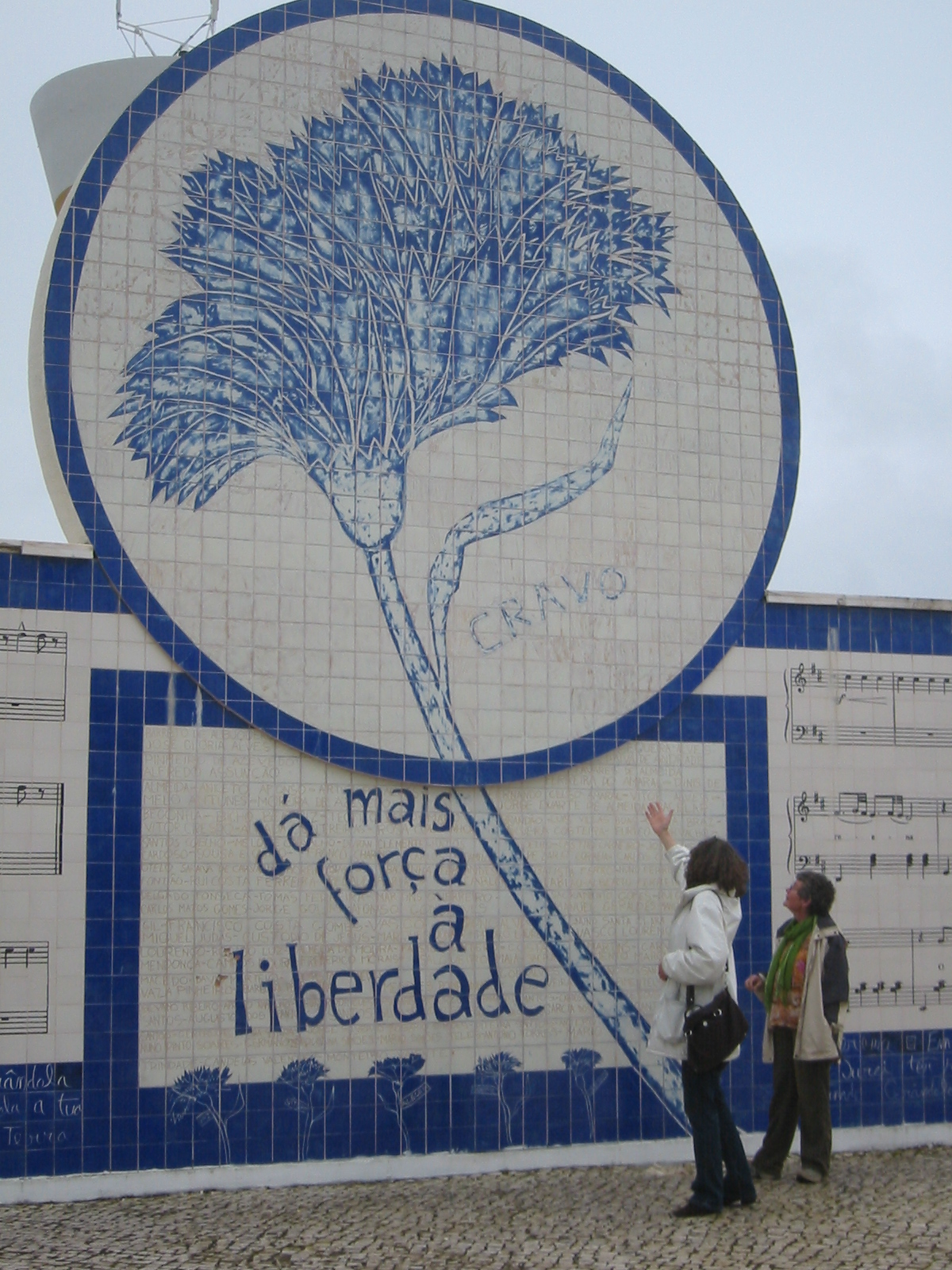
O cravo, símbolo da Revolução, deu início à Terceira República Portuguesa

Em Portugal, 1926 marcou o fim da Primeira República num golpe militar que estabeleceu o governo autoritário conhecido como Estado Novo, governado por António de Oliveira Salazar até 1968, altura em que foi demitido pelo Presidente da República por incapacidade física. Marcello Caetano sucedeu a Salazar. O governo enfrentava muitos problemas externos e internos, incluindo a Guerra Colonial.
A 25 de Abril de 1974, um golpe militar não violento forçou Marcello Caetano a abandonar o país. A maioria da população portuguesa viria a apoiar esta revolução, que foi então apelidada de Revolução dos Cravos devido ao uso de cravos nas espingardas dos soldados como símbolo de paz. Esta revolução levou ao início da Terceira República Portuguesa. Nos dias após a revolução houve uma celebração geral pelo fim dos 48 anos de ditadura e, políticos exilados como Álvaro Cunhal e Mário Soares regressaram ao país para a comemoração do Dia do Trabalhador, naquilo que ficou conhecido como um símbolo de liberdade restaurada ao país.

## Após a revolução
Após a queda do Estado Novo, as diferenças sobre em que direção política o país deveria seguir começaram a emergir. A revolução deveu-se principalmente ao trabalho de um grupo de jovens oficiais identificados como o Movimento das Forças Armadas (MFA). Dentro deste grupo, existiam diferentes visões políticas e, entre estas, as representadas por Otelo Saraiva de Carvalho e consideradas as mais radicais entre o movimento, e aquelas representadas por Ernesto Melo Antunes consideradas as mais moderadas.
Para garantir o sucesso da revolução, o MFA procurou apoio dentro das secções conservadoras dos militares insatisfeitos com o governo de Caetano, entre eles o antigo Chefe das Forças Armadas, o general Francisco da Costa Gomes e o general António de Spínola. Ambos tinham sido expulsos do Estado-Maior General das Forças Armadas por criticarem o então governo.
As diferenças políticas da altura eram representadas por três grupos informais, que incluíam tanto militares como civis. No entanto, mesmo dentro dos grupos que partilhavam a mesma visão política existiam discordâncias consideráveis:
- os conservadores: dentro dos militares, representados por Costa Gomes e Spínola, e, dentro do MFA por Melo Antunes. Os representantes civis eram políticos que faziam parte da Ala Liberal da Assembleia Nacional que tinha procurado uma transição para a democracia. Entre estes faziam parte os futuros Primeiros-ministros Francisco Sá Carneiro e Francisco Pinto Balsemão;

- os socialistas: a favor da criação de um estado Social-Democrata similar aos da Europa Ocidental, representados principalmente pelo Partido Socialista e o seu líder, Mário Soares;

- a esquerda: a favor da criação de um estado Socialista com um sistema económico semelhante aos países do Pacto de Varsóvia. Os principais representantes deste grupo eram, entre os militares e o MFA Otelo Saraiva de Carvalho, e o principal partido político deste grupo era o Partido Comunista Português (PCP) liderado por Álvaro Cunhal.

Estes três grupos protagonizaram uma disputa acérrima pelo controlo do poder, disputa essa que deu origem ao Verão Quente de 1975 — após um golpe conservador falhado liderado por António de Spínola, a 11 de Março de 1975 — e colocando o país na anarquia e à beira de uma guerra civil. Esta situação só acalmaria após um fracassado golpe por parte de setores militares mais radicais, a 25 de Novembro de 1975. Enquanto isso, foram realizadas as primeiras eleições livres por sufrágio universal e secreto em Portugal, a 25 de Abril de 1975, para eleição de uma Assembleia Constituinte que ficou incumbida de elaborar uma nova Constituição — a Constituição de 1976, aprovada a 2 de Abril desse ano.
As primeiras eleições democráticas para a presidência da República por sufrágio direto e universal foram realizadas a 27 de Junho de 1976. Venceu Ramalho Eanes, um dos oficiais do Grupo dos Nove. O I Governo Constitucional de Portugal teve o seu início a 23 de Julho de 1976, sob a chefia de Mário Soares. A 12 de Dezembro do mesmo ano realizaram-se as primeiras eleições autárquicas. Passam a funcionar todas as instituições democráticas. Portugal entra para o Conselho da Europa a 22 de Setembro de 1976. Em 1978 o FMI fornece auxílio financeiro a Portugal, mas em 1983 o FMI regressa a Portugal, novamente devido a uma grave crise financeira. Em 1977 Portugal candidata-se para aderir à CEE. É iniciado um processo de abertura do país a nível económico que levou à adesão de Portugal à CEE (atual União Europeia) em 1986.
Para aderir à União Europeia Portugal saiu da EFTA em 1986. Em 1999, Portugal aderiu à Zona Euro, e ainda nesse ano, entregou a soberania de Macau à República Popular da China. Desde a sua adesão à União Europeia, o país presidiu o Conselho Europeu por quatro vezes, a última das quais em 2021, recebendo a cerimónia de assinatura do Tratado de Lisboa.
Em 2011, Portugal sofre uma grave crise financeira, crise que obrigou Portugal a pedir ajuda externa à Troika (FMI, BCE, União Europeia). A 5 de Junho de 2011 o PSD, liderado por Pedro Passos Coelho ganha as eleições legislativas e forma um governo de coligação com o CDS.
Nas eleições legislativas de 2015, a coligação Portugal à Frente ganha as eleições sem maioria e tenta formar governo. No entanto António Costa derruba o governo e forma uma coligação envolvendo todos os partidos de esquerda com assento parlamentar, que ficou conhecida como geringonça. Ela viria a durar até 2021, quando discordâncias sobre o orçamento de estado fazem cair o governo e levam ao presidente Marcelo Rebelo de Sousa a dissolver a Assembleia da República pela primeira vez no seu mandato. Resultante das eleições legislativas antecipadas, António Costa obtém uma maioria absoluta, mas o seu governo é marcado por escândalos e demissões, terminando por cair no final de 2023 quando o próprio primeiro-ministro se torna suspeito na operação influencer. Meses depois, António Costa torna-se Presidente do Concelho Europeu.
Ao longo dos anos da geringonça, três partidos evidenciaram-se pelo seu crescimento: Iniciativa Liberal, Livre e Chega. O ultimo destacando-se pela rápida ascensão, visto que em apenas 5 anos conseguiu passar da inexistência à terceira força politica, chegando em 2024 a atingir os 50 deputados, e reivindicando ter acabado com o bipartidarismo. Ao longo da XVI legislatura, resultante das eleições antecipadas provenientes da queda do governo de António Costa, e que elegeu (por minoria) um governo da Aliança Democrática, o Chega foi intensivo no escrutínio, através da instituição de uma comissão parlamentar de inquérito ao "caso das gémeas luso-brasileiras" que envolvia o presidente, e chegando a promover uma moção de censura que foi chumbada pelo parlamento aquando do Caso Spinumviva do primeiro-ministro Luís Montenegro. Por sua vez o Livre, embora inicialmente marcado pelos conflitos com a deputada única, Joacine Katar Moreira, conseguiu, das eleições de 2022 para as de 2024, aumentar de 1 para 4 deputados.
As eleições subsequentes à queda da maioria absoluta de António Costa deram origem a um cenário político fragmentado e instável, com a constante ameaça de queda do governo, duas moções de censura (embora rejeitadas) seguidas por uma moção de confiança debatida a 11 de Março de 2023, que resultou na queda do governo.

## Linha temporal
A 25 de abril de 2015, na Terceira República já houve 25 governos e 15 primeiros-ministros diferentes, foram nomeados para funções governativas 1609 homens (92,7%) e 127 mulheres (7,3%).
Abaixo estão representados numa linha temporal os Presidentes da República, Primeiros-ministros e Legislatura da Assembleia da República.